# Приимков-Ростовский, Александр Данилович Кутюк
Князь Александр Данилович Приимков-Ростовский по прозванию Кутюк (ум. 20 [30] января 1636) — русский государственный и военный деятель, дворянин московский, голова и воевода во времена правления Фёдора Ивановича, Бориса Годунова, Смутное время и царствование Михаила Фёдоровича.
Из княжеского рода Приимковы-Ростовские. Младший из трёх сыновей воеводы и дворянина московского князя Даниила Борисовича Приимкова-Ростовского, от второго брака с Феогнией (в монашестве). Имел братьев, князей: Юрия Даниловича по прозванию «Мачехин» и князя Андрея Даниловича, упомянутого в 1617 году воеводой в Вятке.

## Биография

### Служба Фёдору Ивановичу
В 1594 году был двадцать первым в Ответной палате при немецком посланнике.

### Служба Борису Годунову
В мае 1598 года послан воеводой с мордвой и стрельцами к Рязанской, Красносельской, Саженской засекам и велено ему ходить на помощь Каширской засеке против крымцев. в связи с угрозой нападения войск хана Казы-Гирея Боры. В 1599—1600 годах служил первым объезжим головою в Москве «за Яузой в деревянном городе». В 1601—1602 годах первый воевода в Тюмени.

### Служба в Смутное время
В 1606 году показан в московских дворянах. В этом же году, 8 мая был десятым в свадебном поезде на бракосочетании Лжедмитрия I с Мариной Юрьевной Мнишек. В 1609—1611 годах — воевода на Северной Двине.

### Служба Михаилу Фёдоровичу
В 1616 году находился на воеводстве в Коломне, его поместно-денежный оклад — 950 четей и 60 рублей. В 1617—1619 годах князь А. Д. Приимков-Ростовский служил воеводой в Вятке. С 5 апреля 1624 года по 1627 год — объезжий голова в Московском Кремле. В 1625—1629 годах в Боярской книге упоминался в звании дворянина московского. В 1625 году присутствовал при приёме у царя в Грановитой палате персидского посла.
В 1626 году князь Александр Данилович Приимков-Ростовский шёл за санями у царицы во время второй свадьбы царя Михаила Фёдоровича с Евдокией Лукьяновной Стрешневой. В 1625—1627 годах двенадцать раз был у царского стола и один раз у патриарха Филарета.
В 1628 году во время «похода» царя Михаила Федоровича на богомолье в Троице-Сергиеву лавру, князь А. Д. Приимков-Ростовский «дневал и ночевал» на государевом дворе. В 1629 году во время приёма кызылбашского посла в Грановитой палате, каждый раз встречал его в первой встрече на крыльце. В этом же году местничал с князем Романом Петровичем Пожарским.
Позднее князь Александр Данилович Приимков-Ростовский постригся в монахи под именем Алексея и скончался 20 января 1636 года, не оставив после себя потомства.
В Русской родословной книге А. Б. Лобанова-Ростовского указана дата смерти — 1631 год.